# Fuerza de Emergencia de las Naciones Unidas

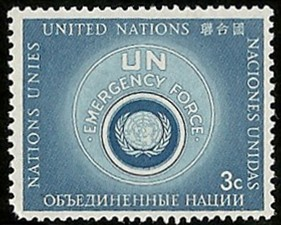
Sello postal de la FENU

Fuerza de Emergencia de las Naciones Unidas (FENU), en inglés, United Nations Emergency Forces (UNEF) fue un contingente creado por la Organización de las Naciones Unidas (ONU) en 1956 durante los enfrentamientos entre Israel y Egipto en medio de lo que se conoce como la Crisis del Canal de Suez o la Guerra del Sinaí.

## Integrantes
Los contribuyentes de personal militar fueron: Brasil, Canadá, Colombia, Dinamarca, Finlandia, India, Indonesia, Noruega, Suecia y Yugoslavia.